# HTV3

HTV3 es un canal de televisión destinado a la audiencia infantil y adolescente, perteneciente a Ho Chi Minh City Television (HTV). Anteriormente, HTV3 fue uno de los primeros canales de televisión en Vietnam en retransmitir programas de otros canales HTV. Además, es uno de los canales con mayor audiencia en la región sur y el delta del río Mekong. HTV3 también transmite una serie de eventos deportivos en caso de que haya varios eventos deportivos simultáneos, en coordinación con HTV Sports, HTV1, HTV Key, HTV7 y HTV9. Además, ofrece transmisiones en vivo de conferencias a través de HTV9.
Con un horario de emisión de 23:55/24 horas al día, HTV3 tiene una amplia cobertura a través de varias plataformas, incluyendo la televisión vía satélite, el cable, el IPTV, la transmisión digital terrestre DVB-T2, así como a través de sitios web y aplicaciones para la visualización de TV en línea. Esto permite a una audiencia diversa acceder a su contenido en diferentes momentos y a través de diversas tecnologías de visualización.

## Historia de formación y desarrollo.
HTV3 fue establecido por el consejo editorial de los canales de televisión digital y por cable de Ho Chi Minh City Television (HTV) y comenzó sus transmisiones piloto el 1 de octubre de 2003.
En enero de 2004, HTV3 comenzó a transmitir oficialmente con una duración de hasta 24 horas al día.
En diciembre de 2007, el canal HTV3 realizó pruebas de una serie de programas producidos por Tri Viet Media Joint Stock Company (TVM Corp.).
El 1 de junio de 2008, HTV colaboró oficialmente con Tri Viet Media Joint Stock Company para desarrollar canales que transmitieran programas extranjeros protegidos por derechos de autor.
En agosto de 2010, una serie de programas transmitidos en el canal HTV3 fueron suspendidos debido a problemas de licencias incorrectas. 
A finales de 2013, el Comité Popular de la ciudad de Ho Chi Minh propuso al Ministerio de Información y Comunicaciones la transformación de HTV3 en un canal destinado a la audiencia infantil y adolescente.
A partir del 1 de marzo de 2014, el canal de televisión HTV3 regresó oficialmente con una nueva apariencia y enfoque orientado a la audiencia infantil y adolescente. 
A finales de 2014 a 2017, la sociedad anónima Youth Media (TTN Media) asumió la gestión del canal HTV3.
En julio de 2017, la sociedad anónima Purpose Media reemplazó a TTN Media en la gestión del canal HTV3 y estableció la marca DreamsTV.
En junio de 2018, el canal HTV3 celebró su décimo aniversario como un canal con un enfoque social. En octubre del mismo año, el canal actualizado comenzó a transmitir programas con una relación de aspecto de 16:9 en lugar de la relación de aspecto anterior de 4:3.
A partir del 1 de noviembre de 2022, HTV3 dejó oficialmente de utilizar la marca DreamsTV y regresó a la administración de Ho Chi Minh City Television. Desde ese momento, el canal volvió a transmitir principalmente programas de otros canales de HTV.
El 2 de septiembre de 2023, el canal HTV3 se actualizó al estándar de alta definición (HD), lo que mejoró la calidad de la imagen y la experiencia de visualización para su audiencia.

## Radiodifusión
El canal HTV3 comenzó inicialmente sus transmisiones en infraestructura de televisión terrestre analógica en el canal 27 UHF. Sin embargo, el 7 de mayo de 2009, se vio obligado a cesar sus transmisiones en ese formato debido a la falta de licencia para el uso de frecuencias y equipos de radio otorgada por el Departamento de Información y Comunicaciones de la Ciudad de Ho Chi Minh. No obstante, el canal continuó transmitiéndose en sistemas digitales, por cable y por satélite.
En septiembre de 2013, se interrumpió la transmisión gratuita del canal HTV3 por satélite, lo que implicó un cambio en la forma en que los espectadores podían acceder a su programación.
En 2016, la empresa VTC dejó de transmitir el canal HTV3 a través de satélite, lo que marcó otro cambio en la disponibilidad de la señal del canal.
En abril de 2016, HTV3 amplió su cobertura de transmisión en el estándar DVB-T2 a través de Southern Digital Television (SDTV). Esto permitió que un mayor número de espectadores accedieran a la señal del canal en áreas específicas a través de la televisión digital terrestre.
El 19 de agosto de 2020, HTV3 cesó sus transmisiones en el canal 33 de Southern Digital Television (SDTV), lo que implicó otro cambio en su disponibilidad en esa plataforma específica.
El 1 de marzo de 2022, AVG suspendió la transmisión del canal HTV3 en los sistemas de televisión digital terrestre (TDT) y televisión digital por satélite (DTH) en la región sur de Vietnam. Previamente, en marzo de 2020, esta unidad también había dejado de proporcionar los canales en el sistema TDT en la región norte del país, lo que afectó la disponibilidad del canal en esas áreas.

## Tiempo de transmisión
- 1 de octubre de 2003 - 31 de octubre de 2003 (prueba): 15:00 - 24:00 todos los días.
- 1 de noviembre de 2003 - 31 de diciembre de 2003: 06:00 - 24:00 todos los días.
- 1 de enero de 2004 - 31 de octubre de 2022: 24 horas al día, 7 días a la semana, todos los días.
- 1 de noviembre de 2022 - ahora: 06:00 - 05:55 de la mañana siguiente.

## Afectar

### Recibir
En 2008, el canal HTV3 era visto por alrededor de 4.5 millones de espectadores en la ciudad de Ho Chi Minh. Para 2012, el canal había aumentado su audiencia a 5.2 millones de espectadores, y en abril de 2013, llegó a tener 16.6 millones de espectadores en todo el país. Esto lo colocó entre los 10 canales de televisión más populares y vistos por niños y familias en muchas ocasiones. Después de 10 años desde su lanzamiento, HTV3 se convirtió en el canal con la mayor audiencia infantil en la ciudad de Ho Chi Minh (con una calificación de 1.82) y en el delta del Mekong (con una calificación de 2.27), según el Sistema de Medición Cuantitativa de la Audiencia Vietnamita Nam TAM en julio de 2018. El canal se mantuvo como uno de los canales más populares entre los niños en la ciudad de Ho Chi Minh y el delta del Mekong.

### Discutidor
El 8 de agosto de 2010 varios programas del canal fueron suspendidos por no cumplir con los criterios registrados en la licencia.  Algunas películas como My Love from the Star o One Piece se transmiten en el canal en forma doblada, lo que genera controversia en la comunidad.  
El 8 de agosto de 2010, varios programas del canal HTV3 fueron suspendidos debido a que no cumplían con los criterios registrados en su licencia de transmisión. Además, algunas películas como "My Love from the Star" y "One Piece" se transmiten en el canal en versión doblada, lo que generó controversia en la comunidad. La decisión de doblar ciertos programas y películas puede ser un tema sensible, ya que algunos espectadores pueden preferir el contenido en su idioma original mientras que otros pueden encontrar el doblaje más accesible o atractivo para su audiencia.
El periodista Ngoc Mai del periódico Vietnam Law criticó al canal HTV3 por mostrar anime que él consideraba "sucio". Sin embargo, el autor del artículo fue criticado por la comunidad de amantes del anime y el manga, quienes lo acusaron de carecer de conocimiento e información precisa sobre el tema. Posteriormente, el autor proporcionó una explicación. Después de este incidente, el canal comenzó a adjuntar más de 15 advertencias a algunas caricaturas antes de su proyección, posiblemente en respuesta a la controversia generada y como medida para informar a los espectadores sobre el contenido que podrían encontrar en ciertos programas.
El 7 de junio de 2017, el periódico Tuoi Tre publicó un artículo en el que reflexionaba sobre el canal HTV3 mostrando dibujos animados con muchas escenas reveladoras y vulgares que no eran apropiadas para niños. La mayoría de los lectores se opusieron al artículo. Poco después de esto, durante la transmisión de películas anteriores, se emitieron anuncios. A partir del 3 de noviembre de 2017, el canal implementó una clasificación por edades para sus programas, dividiéndolos en cinco niveles: "Todos pueden verlo", "De 6 años a menos de 11 años", "De 11 años a menos de 13 años", "De 13 años a menos de 16 años", y "16 años o más". Esta clasificación tenía como objetivo proporcionar orientación sobre la idoneidad de los programas para diferentes grupos de edad y ayudar a los padres y cuidadores a tomar decisiones informadas sobre el contenido que sus hijos podían ver.

En el episodio 16 del programa "Vietnam, My Love Country", transmitido la noche del 30 de enero de 2018, dos vietnamitas instruyeron con entusiasmo a los coreanos a comer adecuadamente carne de perro con verduras crudas y pasta de camarones. Esto generó una reacción negativa en la audiencia, ya que el consumo de carne de perro es controvertido y no está bien visto en muchas culturas, incluida la coreana. La escena provocó críticas y descontento entre algunos espectadores. 